# Raymond Tournay (médecin)
Ne doit pas être confondu avec Raymond-Jacques Tournay.
Raymond Tournay, né le 1er février 1893 dans le 3e arrondissement de Paris et mort le 5 janvier 1984 dans le 14e arrondissement de Paris, est un médecin phlébologue français et membre de l'Action française.

## Présentation
Raymond Tournay est le fils de Paul Tournay, médecin, et de Marthe Bourguignon. Il fait ses études au lycée Charlemagne,.

### Engagement politique
Raymond Tournay s'engage parmi les premiers Camelots du Roi en 1909 et participe aux chahuts étudiants lors de l'affaire Thalamas au point d'être condamné à un jour de prison et quinze francs d'amende pour avoir crié « À bas Thalamas ! ».
Lors de la crue de la Seine de 1910, il fait partie des équipes de sauveteurs composées de Camelots du Roi et ligueurs à Issy-les-Moulineaux et participe à la distribution de vêtements et de vivres au faubourg Saint-Antoine,.
En novembre 1910, il est de nouveau arrêté au cours d'une manifestation à l'Odéon et condamné à cinq francs d'amende.
Le 21 février 1911, il est encore une fois arrêté avec d'autres Camelots du Roi lors d'une protestation contre une pièce de théâtre d'Henry Bernstein à la Comédie-Française.
En 1912, Raymond Tournay, alors étudiant à la faculté de médecine de Paris, est exclu de tous les établissements de l'enseignement supérieur pendant six mois pour avoir manifesté lors d'un cours du professeur Nicolas au motif qu'il était un « protecteur des métèques »,.
En avril 1913, il devient secrétaire adjoint des Étudiants d'Action française à la suite de l'arrestation d'Henri Lagrange.
Lors des obsèques de Gaston Calmette  en avril 1914, Raymond Tournay, étudiant en médecine et Camelot du Roi, est arrêté au cours d'une bagarre. Il est condamné à six jours de prison et cinquante francs d'amende pour outrage à agents le 22 avril 1914 pour avoir crié : « Vous vous faites les complices d'un gouvernement d'assassins ! ».
Il n’en est pas moins exclu temporairement de l’Action française avec son camarade Henri Lagrange pour « activisme » le 5 juin 1914.
Durant l'entre-deux-guerres, il est nommé membre du comité directeur de l'Association Marius Plateau,. Le 9 mai 1926, il est arrêté lors du défilé de l'Action française à la place des Pyramides. Il contribue épisodiquement dans les périodiques Le Médecin et L'Action française.
Raymond Tournay prend part à la manifestation du 6 février 1934 place de la Concorde. Son témoignage est entendu par la commission d'enquête chargée de rendre compte des débordements.

### Médecin militaire pendant la Grande Guerre
Lors de la Première Guerre mondiale, il est nommé médecin auxiliaire aide-major 2ème classe, au 131e régiment d'infanterie. Il sert plus tard dans un hôpital temporaire à Orléans, comme 1ère classe au 44e régiment d'infanterie. Il est blessé trois fois et reçoit cinq citations,. Il est décoré de la médaille militaire en 1915,. Pour son engagement jugé héroïque, il reçoit la Légion d'honneur en 1920.
Le 20 octobre 1917, il se marie avec Denise Frapier à Saint-Jean-de-la-Ruelle.

### Seconde Guerre mondiale
Pendant l'Occupation, il réclame un numerus clausus pour les Juifs dans la profession médicale. Sa fille Jacqueline se marie avec Pierre Wallois, externe des hôpitaux de Paris le 3 juillet 1943.

### Pionnier de la phlébologie
En 1929, il publie son livre Les varices, pratique des injections sclérosantes aux éditions Maloine dont le contenu fait le tour des connaissances de l'époque.
De 1937 à 1944, il est le secrétaire général de la Fédération des associations amicales des médecins du front.
En 1946, il est candidat au Conseil de l'Ordre des médecins où il arrive en cinquième position avant d'être déclaré inéligible du fait de ses activités sous l'Occupation. Il est sanctionné d'une interdiction d'un an d'exercice de la médecine.
En 1947, il devient le président fondateur honoraire de la Société française de phlébologie puis participe à la création de l'Union internationale de phlébologie en 1959,. Grâce à ses travaux et son dynamisme, le terme de « phlébologue » devient de notoriété publique.
Lors de son décès, plusieurs médecins rendent hommage à ses contributions dans le domaine. La Société française de phlébologie crée un Prix Raymond Tournay en guise d'hommage.

## Distinctions
- Croix de guerre 1914–1918[30]

- Chevalier de la Légion d'honneur[31]

## Publications
- Le scorbut aux armées (1920)
- Eczéma variqueux et injections sclérosantes (1928)
- Les varices, pratique des injections sclérosantes (1929)
- Varices et injections sclérosantes ; les substances employées ; choix de la solution (1930)
- Apoplexie séreuse (1931)
- De l'Emploi du morrhuate de soude dans le traitement sclérosant des varices (1933)
- Allergie et traitement sclérosant. Avant-propos du Dr Hubert Jausion (1951)
- Les Maladies des veines, clinique et traitements (1953)
- La Sclérose des varices (1972)